# Conalia
Conalia là một chi bọ cánh cứng trong họ Mordellidae.
Chi này được miêu tả khoa học năm 1858 bởi Mulsant & Rey.

## Các loài
Chi này gồm các loài:
- Conalia baudii Mulsant & Rey, 1858
- Conalia helva (LeConte, 1862)
- Conalia melanops Ray, 1946